# 2053 Nuki
2053 Nuki este un asteroid din centura principală, descoperit pe 24 octombrie 1976 de Richard West.